# الزورث (مینه‌سوتا)
الزورث، مینه‌سوتا (به انگلیسی: Ellsworth, Minnesota) یک شهر در ایالات متحده آمریکا است که در شهرستان نوبلز، مینه‌سوتا واقع شده‌است.

## خصوصیات
الزورث ۱٫۶۳ کیلومترمربع مساحت و ۴۶۳ نفر جمعیت دارد و ۴۴۲ متر بالاتر از سطح دریا واقع شده‌است.